# 富特斯 (紐約州)
富特斯（英語：Footes）是位於美國紐約州伊利縣的非建制地區。

## 地理
富特斯所處的海拔為高於海平面401米（即1316英呎），而該地所採用的時區為UTC-5，即北美东部时区（EST）。同時該地設有夏令時間，為UTC-5調快一小時，即UTC-4（EDT）。